# آسا (مدينة)
آسا هي مدينة مغربية، وجماعة حضرية تابعة إدارياً لإقليم آسا الزاك بجهة كلميم واد نون جنوب المغرب. حوالي 100 كلم جنوب-شرق كلميم وحوالي 300 كلم جنوب غرب فم زڭيد. وهي تقع في منطقة صحراوية شمال جبال الواركزيز يقع وادي درعة جنوبها.
تضم آسا 15.601 نسمة مُوزعين على 3.476 أُسرة، حسب الإحصاء العام للسكان والسكنى لسنة 2024.

## تاريخ
- في 19 ماي 1991، حل الملك الراحل الحسن الثاني في آسا، وأعلن عن إحداث إقليم آسا الزاك.

- في 4 دجنبر 2007، حل الملك محمد السادس بآسا وأشرف على حفل توقيع إتفاقية التهيئة الحضرية لمدينتي آسا والزاك ومراكز الإقليم للفترة ما بين 2007-2009.[5]

## التعليم

### التعليم الابتدائي
- مدرسة حي المستشفى
- مدرسة محمد السادس
- مدرسة 19 ماي
- مدرسة المولى إسماعيل
- مدرسة طارق بن زياد
- مدرسة 3 مارس
- مدرسة مركالة
- مدرسة مولاي الحسن

### التعليم الاعدادي
- إعدادية المسيرة الخضراء
- إعدادية ابن سينا
- إعدادية علال الفاسي

### التعليم الثانوي
- ثانوية عقبة بن نافع
- ثانوية وادي الصفا
- ثانوية ابن رشد
- ثانوية الخوارزمي التقنية

### التكوين المهني
- المعهد المتخصص للتكنولوجيا التطبيقية

## النقل والطرق
يُمكن الوصول لمدينة آسا عبر حافلات نقل المسافرين، والتي تُوفر رحلات يومية من آسا إلى مدن الزاك، كلميم، تيزنيت، إنزكان، أكادير، والدار البيضاء، كما توجد بالمدينة سيارات أجرة كبيرة تربط بين آسا وكلميم.

## الأمن
لا تتوفر مدينة آسا على أي مركز للشرطة، ولكنها بالمُقابل تتوفر على مركز للدرك الملكي.

## السياحة

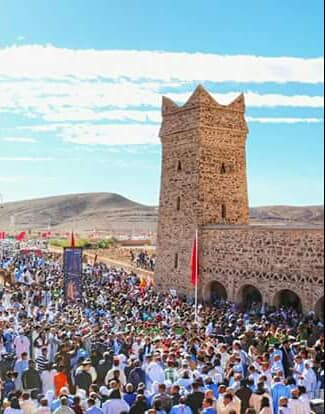
زاوية آسا 2019

- الموسم الديني السنوي لزاوية آسا: يتم تنظيمه تزامنا مع ذكرى المولد النبوي الشريف، ويمتد لخمسة أيام، وخلاله يتم تنظيم معرض للمنتوجات الفلاحية والحيوانية والصناعة التقليدية، وعروض للفروسية والهجن، ومعرض للعادات والتقاليد الصحراوية.
- قصر آسا: والذي يمكن من خلاله مشاهدة المدينة بشكل بانورامي رائع.
- ساحة محمد السادس: وتوجد في وسط المدينة بها تماثيل للجمال.
- كورنيش آسا: هي ساحة حديثة توفر متنفسا لساكنة المدينة.

## أعلام
- الشيخ محمد المتوكل